# Argemone rosea
Argemone rosea är en vallmoväxtart som beskrevs av William Jackson Hooker. Argemone rosea ingår i släktet taggvallmor, och familjen vallmoväxter. Inga underarter finns listade i Catalogue of Life.